# Stade Rat Verlegh
Le stade Rat Verlegh (anciennement FUJIFILM Stadion, MyCom Stadion) est un stade situé à Bréda, dans la province du Brabant-Septentrional, aux Pays-Bas.
Principalement utilisé pour le football, son club résident est le NAC Breda qui évolue dans le Championnat des Pays-Bas de football. Le stade a une capacité de 17 254 places.

## Histoire
En novembre 1991, les dirigeants du NAC Breda avaient officiellement communiqué l'idée d'améliorer les infrastructures de jeu soit en rénovant le vétuste NAC-stadion (situé à Beatrixstraat), ou en construisant un nouveau stade dans les environs de la ville. La rénovation de l'ancien stade fut jugée trop coûteuse et infructueuse, c'est pour cela qu'en 1993 il fut décidé de bâtir une nouvelle enceinte. En accord avec la Ville de Bréda, c'est près de Lunetstraat qu'il fut choisi d'édifier le projet.
Le 18 août 1995, les travaux débutèrent. Le NAC Breda annonça que Fujifilm avait signé un contrat de 10 ans, dans lequel le stade serait nommé d'après l'ex-sponsor principal du club. Le 11 août 1996, après un an de chantier, le terrain est officiellement inauguré par le maire Fred Rutten et le président de la Fédération des Pays-Bas de football Jos Staatsen. Ce jour-là, un match amical est organisé entre le NAC Breda et les brésiliens du Grêmio Foot-Ball Porto Alegrense (0-0). La première rencontre officielle a lieu le 16 août où les Rats de Bréda affrontent Dordrecht '90 en Coupe des Pays-Bas de football. Stanley MacDonald a été le premier joueur à marquer un but dans le FUJIFILM Stadion.
En 2003, le stade a été renommé Mycom Stadion, qui était à l'époque l'un des sponsors du NAC Breda. En 2006, il a été rebaptisé Rat Verlegh Stadion en l'honneur du plus célèbre et important joueur de l'histoire du club, Antoon Verlegh.

### Rénovation
En 2009, NAC Breda a annoncé que les installations seront améliorées et que la capacité sera agrandie à 18 000 en 2009 et 23 000 en 2010. Avec le projet Stadionkwartier, les environs du stade seront aménagées avec notamment le développement de nouvelles zones commerciales.

## Galerie

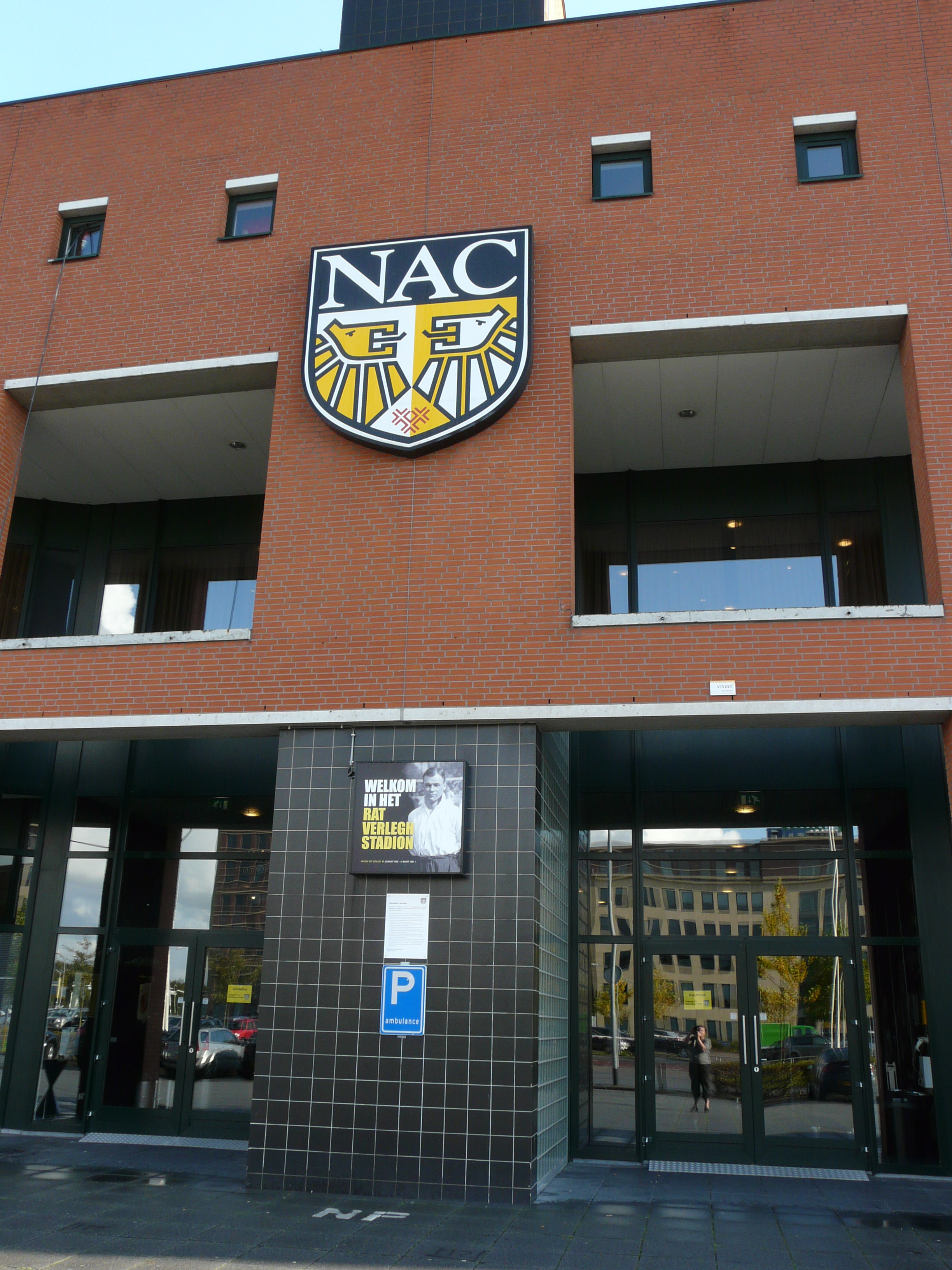
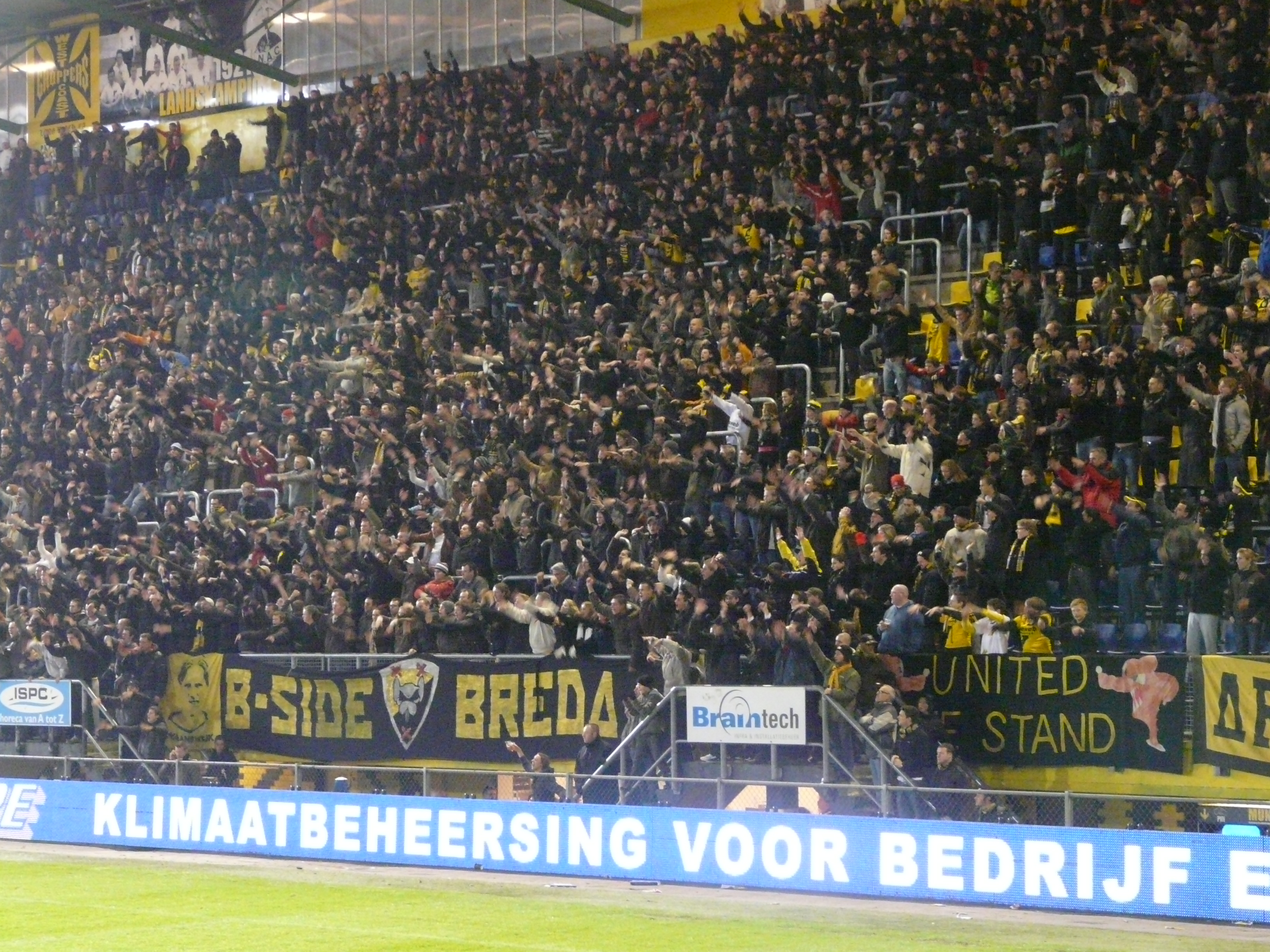
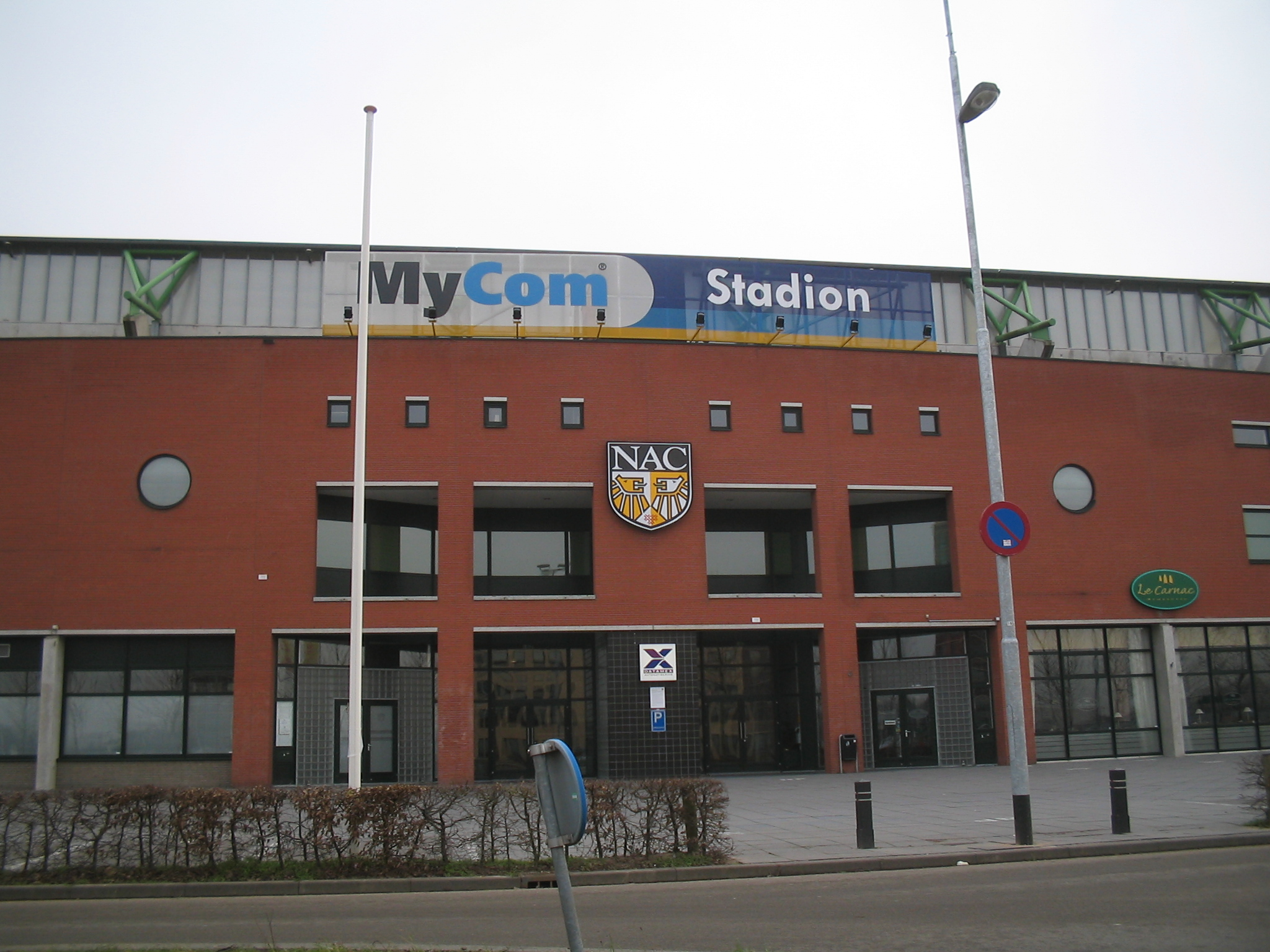